# Wilfred Maynard
Wilfred Paul Maynard (circa 1926 – 2019) was een Surinaams politiefunctionaris, vakbondsbestuurder en politicus.
Hij was werkzaam bij de politie en werd in de jaren 60 voorzitter van de Surinaamse Politie Bond. In 1973 werd hij bevorderd tot onder-inspecteur en later zou hij inspecteur worden.
Met de Sergeantencoup op 25 februari 1980 kwam Desi Bouterse aan de macht. Maynard behoorde tot de pro-Bouterse '25 Februari Beweging' (VFB) en werd in 1983 minister van Leger en Politie. Na de parlementsverkiezingen van 1987 (de eerste sinds de staatsgreep) volgde het kabinet-Shankar waarmee een einde kwam aan zijn ministerschap.
Midden 2019 overleed hij op 93-jarige leeftijd.